# اچ‌ام‌اس فیپس (۱۸۰۸)
اچ‌ام‌اس فیپس (۱۸۰۸) (به انگلیسی: HMS Phipps (1808)) یک کشتی بود. این کشتی در سال ۱۸۰۷ ساخته شد.